# 엘리스 백키스
엘리스 백키스(Alice Backes, 1923년 5월 17일 ~ 2007년 3월 15일)는 미국의 배우이다.
솔트레이크시티에서 태어났으며 버지니아비치에서 사망하였다.

## 출연 작품
- 우주에서 온 고양이 (1978년)
- 게이블 앤 롬바드 (1976년)
- 설원 특급 (1972년)
- 여감방의 비밀 (1972, Women in Chains)
- 제12순찰대 (1968년)
- 나는 살고 싶다 (1958년)
- 딜론 보안관 (1955년)
- 업 인 센트럴 파크 (1948년)

### 텔레비전
- 아내는 요술쟁이 (1964년)
- 도나 리드 쇼 (1958년)